# Mimosa pringlei
Mimosa pringlei är en ärtväxtart som beskrevs av Sereno Watson. Mimosa pringlei ingår i släktet mimosor, och familjen ärtväxter. Inga underarter finns listade i Catalogue of Life.